# Marko Zalokar
Marko Zalokar, slovenski biolog in molekularni genetik , 14. julij 1918, Ljubljana, † 4. september 2012, Seattle, ZDA.

## Življenje in delo
Zalokar je po diplomi 1944 na ljubljanski univerzi odšel v Ženevo in tam 1944 doktoriral iz eksperimentalne biologije ter se v svojem raziskovalnem delu posvetil genetiki. Sprva je raziskoval anatomijo oprsja vinske mušice, nato začel citološka opazovanjaz elektronskim mikroskopom; prvi je opazil strukture v mirujočem celičnem jedru, ki so jih kasneje spoznali kot kromosome. Leta 1947 je začel v kalifoirnijskem tehnološkem inštitutu v Pasadeni raziskovati glivice. Med najpomembnejšimi odkritji je njegov leta 1959 narejeni eksperimentalni dokaz da Ribonukleinska kislina nastane v celičnem jedru in šele kasneje pride v citoplazmo kjer sodeluje pri sintezi beljakovin. Sodeloval je s svetovno znanimi genetiki. Kot gostujoči ali redni profesor je predaval na več ameriških univerzah.